# André Villas-Boas
Luís André de Pina Cabral e Villas Boas (* 17. Oktober 1977 in Porto) ist ein portugiesischer Fußballtrainer und -funktionär. Seit April 2024 ist er Präsident des FC Porto.

## Herkunft, Familie und Ausbildung
André Villas-Boas wurde am 17. Oktober 1977 in Porto geboren. Er ist das zweite von vier Kindern des Ingenieurs Luís Villas-Boas (* 1952) und seiner Ehefrau Maria Silva (* 1951). Seine britische Großmutter Margaret Kendall stammte aus Stockport und war nach Portugal eingewandert, um einen Weinhandel zu betreiben, weshalb Villas-Boas die englische Sprache bereits als Kind gut beherrschte. Sein Großonkel José Rui Villas-Boas war Vicomte von Guilhomil. Sein Bruder João ist Schauspieler.
Seit 2004 ist Villas-Boas mit Joana Maria Noronha de Ornelas Teixeira verheiratet und hat mit ihr zwei Töchter (* 2009, 2010).
Als Kind entwickelte er Sympathien für den FC Porto, jedoch erkannte er früh, dass es für eine Profikarriere nicht reichen würde. Mit 16 Jahren fand er heraus, dass der damalige Trainer von Porto, Bobby Robson, bei ihm im Wohnblock wohnte. Dieser arrangierte für Villas-Boas nach einem Gespräch, in dem Robson u. a. sein gutes Englisch auffiel, schließlich den Erhalt der FA-Trainer-Qualifikation und der UEFA-C-Trainerlizenz. Später erhielt der junge André unter der Leitung von Jim Fleeting noch die B-, A- und die UEFA-Pro-Lizenz.

## Trainerkarriere
Villas-Boas begann mit 23 Jahren seine Karriere als Technischer Direktor bei der Nationalmannschaft der Britischen Jungferninseln. Nach zwei Niederlagen – mit 1:5 und 0:9 gegen die Bermudische Fußballnationalmannschaft – wurde er entlassen und kehrte nach Porto zurück. Danach war er während fünf Spielzeiten (2003 bis 2008) ständiges Mitglied im Trainerstab von José Mourinho. Er begleitete ihn auch nach der erfolgreichen Zeit beim FC Porto zum englischen Verein FC Chelsea und vier Jahre später zum italienischen Verein Inter Mailand. Seine Aufgaben im Trainerstab umfassten die Analyse der gegnerischen Spieler und die Talentsuche.
Am Ende der Saison 2007/08 äußerte er den Wunsch, einen professionellen Verein als hauptverantwortlicher Trainer zu betreuen. Er wurde dabei von José Mourinho unterstützt. Am 13. Oktober 2009 wurde er vom portugiesischen Verein Académica Coimbra als Trainer engagiert. Hier stellte sich dem damals 31-Jährigen die Aufgabe, den bis dahin letztplatzierten Verein aus der Abstiegszone zu führen. Mit einem elften Platz (bei 16 Mannschaften) wurde dieses Ziel auch erreicht.
Trotzdem verließ Villas-Boas Coimbra zum Ende der Spielzeit. Am 2. Juni 2010 erhielt er eine neue Trainerstelle beim FC Porto, bei dem er den zuvor erfolgreichen Jesualdo Ferreira ablöste. Villas-Boas gewann in seiner ersten Saison mit Porto vier Titel. Neben dem portugiesischen Supercup, der zu Beginn der Saison gewonnen wurde, wurde er ungeschlagener Meister der Liga mit 21 Punkten Vorsprung vor Benfica Lissabon. Zusätzlich erreichte der FC Porto unter Villas-Boas das Finale der UEFA Europa League, das mit einem 1:0 im ersten rein portugiesischen Finale gegen Sporting Braga gewonnen wurde. Mit 33 Jahren wurde Villas-Boas dabei zum jüngsten Titeltrainer der Europapokalgeschichte. Der vierte und letzte Titel der Saison folgte im portugiesischen Pokalfinale mit einem 6:2 gegen Vitória Guimarães. Am Ende dieser erfolgreichen Saison trat Villas-Boas am 21. Juni 2011 als Trainer des FC Porto zurück.
Einen Tag später wurde er neuer Trainer beim FC Chelsea. Nach acht Monaten Trainertätigkeit bei Chelsea wurde er am 4. März 2012 wegen Erfolglosigkeit von seinem Amt entbunden. Sein Co-Trainer Roberto Di Matteo übernahm die Mannschaft interimsweise und führte sie zu Titeln im FA Cup 2011/12 und der UEFA Champions League 2011/12.
Vor der Saison 2012/13 wurde Villas-Boas Cheftrainer bei Tottenham Hotspur. Er unterschrieb einen Vertrag mit Laufzeit über drei Jahre bis zum 30. Juni 2015. In seiner ersten Saison holte er mit den Spurs den Klubrekord von 72 Punkten, beendete die Saison bei einem Verein, der seit Jahren die Champions League anstrebt, jedoch wieder einmal auf Rang fünf. In der Europa League schied er mit Tottenham im Viertelfinale gegen den FC Basel nach Elfmeterschießen aus. Am 16. Dezember 2013 endete sein Engagement bei Hotspur in gegenseitigem Einvernehmen.
Mitte März 2014 trat er die Nachfolge von Luciano Spalletti bei Zenit St. Petersburg an. Nach Ablauf der Saison 2015/16 beendete er seine Tätigkeit vorzeitig. Anfang November 2016 wurde er Nachfolger von Sven-Göran Eriksson beim chinesischen Verein Shanghai SIPG.
Mitte Mai 2019 trat er die Nachfolge von Rudi Garcia bei Olympique Marseille an. In seiner ersten Saison wurde er mit der Mannschaft Vizemeister. Seine Amtszeit in Marseille endete am 2. Februar 2021 infolge von Diskrepanzen mit der Vereinsführung bezüglich eines Transfers und dem sportlichen Misserfolg angesichts von lediglich einem erzielten Punkt aus den vergangenen acht Partien und Tabellenrang 9 in der Ligue 1.
Ende April 2024 wurde André Villas-Boas zum Präsidenten des FC Porto bis 2028 gewählt. Er ersetzte Jorge Nuno Pinto da Costa, der das Amt 42 Jahre bekleidete. Villas-Boas erhielt 80,3 % der Stimmen.

## Erfolge
FC Porto
- UEFA-Europa-League-Sieger: 2011
- Portugiesischer Meister: 2011
- Portugiesischer Pokalsieger: 2011
- Portugiesischer Supercupsieger: 2010

Zenit St. Petersburg
- Russischer Meister: 2015
- Russischer Pokalsieger: 2016
- Russischer Supercupsieger: 2015